# 三井寺下站
三井寺下站（日语：／ Miiderashita eki */?）是位於滋賀縣大津市大門通，江若鐵道的鐵路車站（廢站）。
在江若鐵道當初開業時，此站為鐵路線的起點站。車站鄰接江若鐵道總部和車廠，成為整條線的核心車站。

## 歷史
在1921年（大正10年），江若鐵道首個區間開通時，此站啟用，當時車站名為三井寺站（日语：／）。當時首個開通區間為三井寺至叡山之間，全長約6.0公里。而此站是首個開通區間的起點。在此站至坂本地區之間，除有江若鐵道本身，還有並行路線大津電車軌道。當時在三井寺附近尋找一個起點站位置，該位置不會使兩條鐵路線相交，以及接近國鐵大津站。在1925年（大正14年），三井寺至新濱大津之間的區間開通。路線起點站遷移至濱大津。同年把車站名稱改名為三井寺下。
江若鐵道在1969年（昭和44年）10月31日結束營業，車站在翌日11月1日廢除。

### 年表
- 1921年（大正10年）3月15日：江若鐵道三井寺至叡山之間開業，三井寺站啟用[2][10]。
- 1925年（大正14年）
  - 4月3日：此站至新濱大津之間開業[2][11]。
  - 9月10日：改名為三井寺下站[12]。
- 1969年（昭和44年）11月1日：車站被廢除[2]。

## 車站構造
三井寺下站內設有客運和貨運業務（一般車站）。車站鄰接江若鐵道總部和車廠（三井寺下機關區），因此公司職員和車輛都集結在此站內。雖然此站只有1面1線的月台，但是還可以進行列車交會（停車場）。在正常的時間表中，沒有載客列車於此站進行列車交會。但是在臨時列車行走之際，此站會有載客列車進行列車交會。在那時候，下行列車停靠在沒有月台的路軌上，一些樓梯會設置在該路軌旁，以讓乘客上下車。
此站設有站舍。在站前廣場會被用作活動場地。
在戰後，車站靠近山一方，近皇子山一帶設置了佔領軍（GHQ）的軍營（大津A地區）。當時為了運送物資至該處便敷設了側線。

## 使用狀況
以下為開業起數年之間的一年上下車人次和貨物起卸量：
| 一年客量和貨物起卸量： | 一年客量和貨物起卸量： | 一年客量和貨物起卸量： | 一年客量和貨物起卸量： | 一年客量和貨物起卸量： | 一年客量和貨物起卸量： |
| 年                     | 旅客                   | 旅客                   | 貨物                   | 貨物                   | 參考資料               |
| 年                     | 乘車                   | 下車                   | 發送                   | 到達                   | 參考資料               |
| ---------------------- | ---------------------- | ---------------------- | ---------------------- | ---------------------- | ---------------------- |
| 1921年                 | 127,532人              | 147,685人              | 62公噸                 | 29公噸                 | [ 19 ]                 |
| 1922年                 | 140,188人              | 152,903人              | 1,419公噸              | 306公噸                | [ 20 ]                 |
| 1923年                 | 192,383人              | 211,189人              | 1,909公噸              | 816公噸                | [ 21 ]                 |
| 1924年                 | 167,459人              | 245,882人              | 1,253公噸              | 627公噸                | [ 22 ]                 |
| 1931年                 | 49,366人               | 50,194人               | 900公噸                | 345公噸                | [ 23 ]                 |
| 1934年                 | 42,675人               | 43,034人               | 839公噸                | 344公噸                | [ 24 ]                 |
| 1935年                 | 40,409人               | 39,986人               | 912公噸                | 358公噸                | [ 25 ]                 |
| 1936年                 | 39,589人               | 37,607人               | 1,184公噸              | 537公噸                | [ 26 ]                 |

## 車站周邊
車站位於大津市政廳長等市民中心附近。廢線後遺址變成停車場。該處長期放置了枕木，但是截至2015年已經消失了。周邊的住宅區和道路已經完全改變，已經看不到車站的痕跡。
在濱大津站至此站之間的路軌遺址變成了行人路「大津繪之道」，該行人路從明日都濱大津延伸。而此站往滋賀站一方的路軌遺址變成了雙線道的一般道路。該道路沿皇子山綜合運動公園東邊延伸。

## 相鄰車站
江若鐵道
江若鐵道線
濱大津－三井寺下－滋賀
- 在1964年（昭和39年）前，此站與滋賀站之間曾經設有一座名為競輪場前的臨時車站。

## 注腳

## 相關項目
- 日本鐵路車站列表 Mi

## 外部連結
- 江若鐵道三井寺下車廠（昭和30年代）｜大津的舊照片 （页面存档备份，存于）（日語） - 大津市歷史博物館（日语：大津市歴史博物館）